# Monocentrum
Monocentrum is een geslacht van kevers uit de familie van de loopkevers (Carabidae). De wetenschappelijke naam van het geslacht is voor het eerst geldig gepubliceerd in 1868 door Chaudoir.

## Soorten
Het geslacht Monocentrum omvat de volgende soorten:
- Monocentrum convexum (Sloane, 1905)
- Monocentrum frenchi (Sloane, 1905)
- Monocentrum grandiceps Chaudoir, 1868
- Monocentrum laticeps (Sloane, 1897)
- Monocentrum longiceps Chaudoir, 1868
- Monocentrum macros (Bates, 1874)
- Monocentrum megacephalum (Hope, 1842)
- Monocentrum parallelum (Sloane, 1923)
- Monocentrum perlongum (Sloane, 1897)
- Monocentrum procerum (Sloane, 1916)
- Monocentrum robustum (Sloane, 1916)